# Gymnothorax meleagris
Gymnothorax meleagris és una espècie de peix de la família dels murènids i de l'ordre dels anguil·liformes.

## Morfologia
Els mascles poden assolir els 120 cm de longitud total.

## Distribució geogràfica
Es troba des del Mar Roig i l'Àfrica oriental fins a les Illes Marqueses, les Illes Ryukyu i les Hawaii.

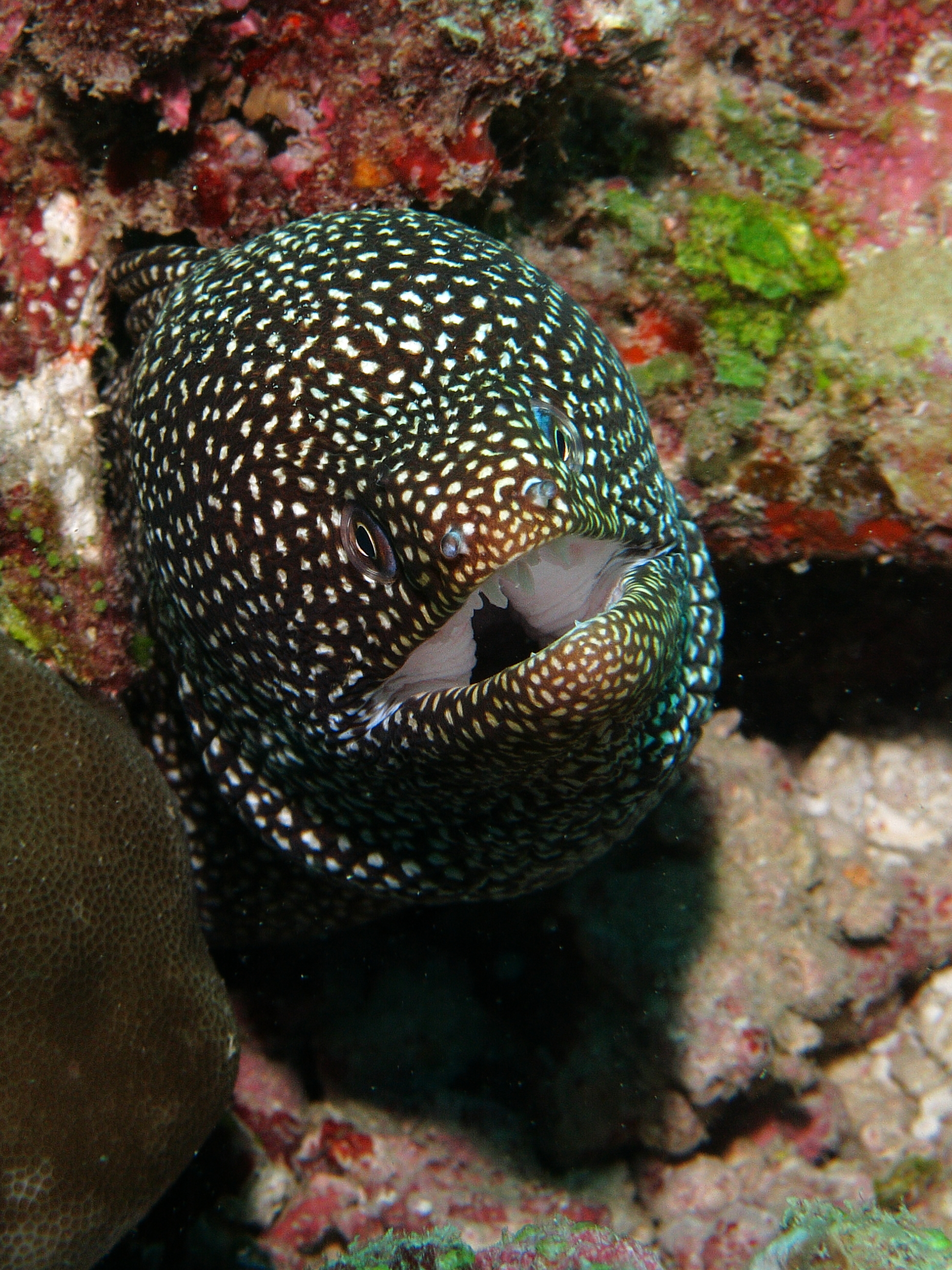
Gymnothorax meleagris